# 穆罕默德·萨利赫·沙阿
穆罕默德·萨利赫·沙阿（羅馬化：Muhammad Saleh Shah）是一名巴基斯坦政治家。巴基斯坦参议院议员，目前担任巴基斯坦参议院国家边境地区委员会主席。